# 博尔布尔
博尔布尔（Bolpur），是印度西孟加拉邦比尔普姆县的一个城镇。总人口65659（2001年）。

## 人口
该地2001年总人口65659人，其中男性33394人，女性32265人；0—6岁人口6726人，其中男3420人，女3306人；识字率72.78%，其中男性为78.85%，女性为66.50%。